# Janet Daby
Janet Jessica Daby, née le 15 décembre 1970, est une femme politique britannique, membre du Parti travailliste.
Elle est députée pour la circonscription de Lewisham est à Londres depuis une élection partielle tenue le 14 juin 2018.

## Biographie
Les parents de Daby sont des migrants de la Communauté afro-caribéenne du Royaume-Uni de Guyana et de la Jamaïque et vivent à Lewisham East depuis plus de 22 ans. Elle fréquente l'école Blackheath Bluecoat à Greenwich.
Elle est conseillère municipale de Lewisham, élue pour la première fois en 2010, et est nommée maire adjointe du Borough londonien de Lewisham avant d'être élue députée. Auparavant, elle travaille dans la gestion des bénévoles dans l'aide sociale aux enfants, comme responsable des familles d'accueil.
Une élection partielle est déclenchée à Lewisham East par la démission du député travailliste en exercice, Heidi Alexander en mai 2018. Daby est sélectionnée comme candidate à l'élection partielle sur une liste restreinte composée uniquement de femmes. Elle conserve le siège pour le parti travailliste à l'élection partielle du 14 juin avec 50,2% des voix, bien que la majorité travailliste ait été réduite de 21 213 à 5 629 voix. Le taux de participation est de 33,3%, soit environ la moitié de l'élection de 2017 où il était de 69,3%.
Elle s'engage à lutter pour que le Royaume-Uni reste dans l'Union européenne et le marché unique.